# 普天間川
普天間川（ふてんまがわ）は、沖縄県の沖縄本島中部を流れる二級河川。

## 地理
沖縄県中城村（なかぐすくそん）南西部にある南上原（みなみうえばる）の丘陵地付近に発し、谷底の狭い平地を緩やかに蛇行しながらおおむね北東へ流れる。北中城村安谷屋（きたなかぐすくそん　あだにや）付近で流れを西方向に変えて狭い谷に入り、キャンプ・フォスター（アメリカ軍施設）内を通過し、平地に出て北谷町北前（ちゃたんちょう　きたまえ）付近で東シナ海に注ぐ。
かつては9.3kmの長さがあったが、キャンプ瑞慶覧の拡張に伴って流路を変えられ約1km短くなった。流域に住宅地が多く生活排水による汚染が進んでいる。

## 流域の自治体
沖縄県
中頭郡中城村、宜野湾市、中頭郡北中城村、北谷町